# Liste des lieux patrimoniaux du district de Timiskaming
Cet article recense les lieux patrimoniaux du district de Timiskaming inscrits au répertoire des lieux patrimoniaux du Canada, qu'ils soient de niveau provincial, fédéral ou municipal.

## Liste
| [ 1 ] | Lieu patrimonial                                   | Illustration                                       | Municipalité  | Adresse              | Coordonnées      | No    | Constr. | Prot.                                | Rec. | Notes |
| ----- | -------------------------------------------------- | -------------------------------------------------- | ------------- | -------------------- | ---------------- | ----- | ------- | ------------------------------------ | ---- | ----- |
| P     | Cobalt O.N.R. Station                              | Téléverser                                         | Cobalt        | 1, chemin Station    | 47.3959 -79.6842 | 10423 | 1910    | Ontario Heritage Foundation Easement | 1983 |       |
| F     | Arrondissement de l'exploitation minière de Cobalt | Arrondissement de l'exploitation minière de Cobalt | Cobalt        |                      | 47.3975 -79.675  | 4183  | 1920    | LHN                                  | 2001 |       |
| P     | Sir Harry Oakes' Chateau                           | Sir Harry Oakes' Chateau                           | Kirkland Lake | 2, promenade Chateau | 48.1485 -80.0483 | 8170  | 1930    | Ontario Heritage Foundation Property | 1980 |       |